# 華潤醫藥
华润医药集团有限公司（China Resources Pharmaceutical Group Limited，港交所：3320），屬於華潤集團旗下公司，2007年5月10日在香港註冊成立，主要業務提供医药研发、生产、批发、配送、零售连锁和医院分销服务。主要在中成药、免煎中药、化学合成药物、生物药、天然药物、原料药中间体、营养保健品、医疗器械、制药装备、医药流通等领域为患者和社会提供产品和服务。

## 历史
旗下上市公司包括华润三九（深交所：000999）、东阿阿胶（深交所：000423）、双鹤药业（上交所：600062）、华润江中（上交所：600750）等。 
已先後重組三九企业集团、華源集團等所有醫藥業務。現時总经理陈济生，董事长为王春城。
2012年3月23日，華潤醫藥集團有限公司與漳州片仔癀藥業股份有限公司在深圳舉行合資協議簽約儀式，根據協議，雙方將共同出資設立華潤片仔癀藥業有限公司，華潤醫藥集團有限公司和漳州片仔癀藥業股份有限公司分別持股51%49%。
2015年，上械集团、万东医疗控股股东华润医药股权转让予鱼跃医疗，这意味着华润集团正式结束经营医疗器械业务。
2016年4月11日鳳凰醫療以37.22億元向華潤醫療收購醫院資產Ample Mighty之全部股權，並計劃以每股8.04元向華潤醫療發行4.63億股代價股份支付，料佔經擴大之已發行股本不少於35.7%，收購如果完成，華潤醫療在交易完成後將成為鳳凰醫療的單一最大股東，公司將更名為華潤鳳凰醫療集團有限公司。
股份在2016年10月28日於港交所主板上市。集資額為156.6億港元，招股價為10.15港元，全球發售為1,543,141,500股股份。
2019年1月23日，新風天域集團旗下的新風醫療以11.2億元人民幣，收購華潤醫藥旗下附屬公司之醫療資產，包括：深圳市三九醫院有限公司100%股權，以及該公司持有之一幅位於深圳福田區福強路與新洲路交界，地皮面積1.3萬平方米，大樓總面積約6.4萬平方米，原址大樓将進行改建，興建一所國際級的大型醫院。

## 关联条目
- 國藥控股股份有限公司
- 上海醫藥集團股份有限公司
- 九州通醫藥集團股份有限公司

## 外部連結
- 华润医药集团有限公司 （页面存档备份，存于）